# Малый Субач
Малый Субач (устар. Малый Суббач) — река в России, течёт по территории Удорского и Княжпогостского районов Республики Коми. Правый приток реки Йирва.
Длина реки составляет 38 км.
В начале нижнего течения ширина реки достигает 10 метров.

## Данные водного реестра
По данным государственного водного реестра России относится к Двинско-Печорскому бассейновому округу, водохозяйственный участок реки — Мезень от истока до водомерного поста у деревни Малонисогорская. Речной бассейн реки — Мезень.
Код объекта в государственном водном реестре — 03030000112103000043780.